# Laurynas Birutis
Laurynas Birutis (Šiauliai, 27 agosto 1997) è un cestista lituano.

## Statistiche

### Eurolega
| Anno      | Squadra         | PG | PT | MP   | TC%  | 3P% | TL%  | RP  | AP  | PRP | SP  | PP  |
| --------- | --------------- | -- | -- | ---- | ---- | --- | ---- | --- | --- | --- | --- | --- |
| 2018-2019 | Žalgiris Kaunas | 17 | 0  | 6,9  | 58,6 | -   | 70,6 | 0,9 | 0,1 | 0,1 | 0,3 | 2,7 |
| 2022-2023 | Žalgiris Kaunas | 37 | 1  | 13,1 | 63,5 | -   | 73,6 | 3,1 | 0,4 | 0,2 | 0,3 | 5,4 |
| 2023-2024 | Žalgiris Kaunas | 34 | 19 | 15,1 | 64,5 | -   | 61,8 | 3,7 | 0,6 | 0,2 | 0,4 | 7,5 |
| Carriera  | Carriera        | 88 | 20 | 12,7 | 63,6 | -   | 68,0 | 2,9 | 0,4 | 0,2 | 0,4 | 5,7 |

## Palmarès

### Squadra
- Campionato lituano: 3

Žalgiris Kaunas: 2018-2019, 2022-2023,  2024-2025
- Coppa di Lituania: 3

Žalgiris Kaunas: 2022-2023, 2023-2024, 2024-2025

### Individuale
- MVP Coppa di Lituania: 1

Žalgiris Kaunas: 2023-2024